# يوبي سوفت كونكت
يوبي سوفت كونكت سابقا (يوبلاي) هي خدمة رقمية أنشأتها يوبي سوفت لتوفير إلانجازات والجوائز والاضافات. يتم توفير الخدمة عبر منصات مختلفة (PC، بلاي ستيشن 4، اكس بوكس ون، بلاي ستيشن 3، إكس بوكس 360، الفيسبوك).

## الألعاب المدعومة
- أساسنز كريد II
- أساسنز كريد III
- أساسنز كريد IV: بلاك فلاغ
- أساسنز كريد: برذرهود
- أساسنز كريد III: ليبريشن
- أساسنز كريد (سلسلة)
- أساسنز كريد: ريفليشنز
- أساسنز كريد روغ
- أساسنز كريد يونيتي
- فيوريس 4
- تشايلد أوف لايت
- درايفر: سان فرانسيسكو
- فار كراي 3
- فار كراي 3: التنين الدموي
- فار كراي 4
- جاست دانس 3
- جاست دانس 4
- جاست دانس 2014
- برنس أوف بيرشيا: ذا فورجتن ساندز
- رايمان ليجندز
- ذا كرو (لعبة فيديو)
- توم كلوني هوكس 2
- توم كلانسي سبلينتر سيل: بلاكليست
- توم كلانسي سبلينتر سيل: كونفيكشن
- توم كلانسيز ذا ديفيجن
- شجاعة القلوب: الحرب العظمى
- واتش دوغز
- زومبي يو

## وصلات خارجية
- الموقع الرسمي

1. ↑  Geoffrey Tim. "Watch Dogs on PC skipping uPlay?". lazygamer.net. مؤرشف من الأصل في 2016-12-25. اطلع عليه بتاريخ 2015-09-03.
2. ↑  "Ubisoft Patch Makes its Internet DRM Less Painful". Tomshardware.com. 5 مارس 2010. مؤرشف من الأصل في 2023-06-05. اطلع عليه بتاريخ 2010-08-24.
3. ↑  https://kotaku.com/ubisoft-launches-their-own-pc-gaming-client-and-is-sel-5935427 نسخة محفوظة 01 ديسمبر 2017 على موقع واي باك مشين.